# Dimetyloformamid
Dimetyloformamid, DMF, DMFA, N,N-dimetyloformamid – organiczny związek chemiczny z grupy amidów. Stosowany jako polarny rozpuszczalnik aprotyczny. Miesza się w dowolnym stosunku z wodą oraz wieloma rozpuszczalnikami organicznymi. Czysty związek jest pozbawiony zapachu, jednakże produkt techniczny wykazuje rybny zapach z uwagi na obecność dimetyloaminy. Cząsteczka DMF ma charakter polarny i hydrofilowy. Dzięki temu ułatwia ona zachodzenie reakcji o polarnym mechanizmie, takich jak substytucja nukleofilowa SN2. Ze względu na duży moment dipolowy (3,8 D) ma wysoką temperaturę wrzenia, 153 °C. Jest otrzymywany w reakcji mrówczanu metylu z dimetyloaminą.

## Struktura i właściwości
Z powodu występowania mezomerii (możliwe jest narysowanie dwóch hipotetycznych struktur rezonansowych) rząd wiązania w grupie karbonylowej jest nieco mniejszy niż dwa natomiast rząd wiązania pomiędzy azotem a węglem wynosi więcej niż jeden. Zostało to potwierdzone poprzez pomiary spektroskopowe w zakresie podczerwieni – drgania rozciągające w grupie C=O wynoszą około 1675 cm−1, podczas gdy dla typowej grupy karbonylowej częstość wynosi nieco ponad 1700 cm−1. Ponadto z powodu częściowo podwójnego charakteru wiązania C–N rotacja wokół niego jest częściowo zablokowana co usztywnia całą cząsteczkę zmniejszając jej swobodę konformacyjną. Z tego powodu w temperaturze pokojowej obie grupy metylowe nie są równocenne chemicznie w spektroskopii protonowego rezonansu magnetycznego, dając dwa singlety zawierające trzy protony o przesunięciu chemicznym wynoszącym odpowiednio 2,97 oraz 2,88 δ zamiast jednego singletu o integracji 6.

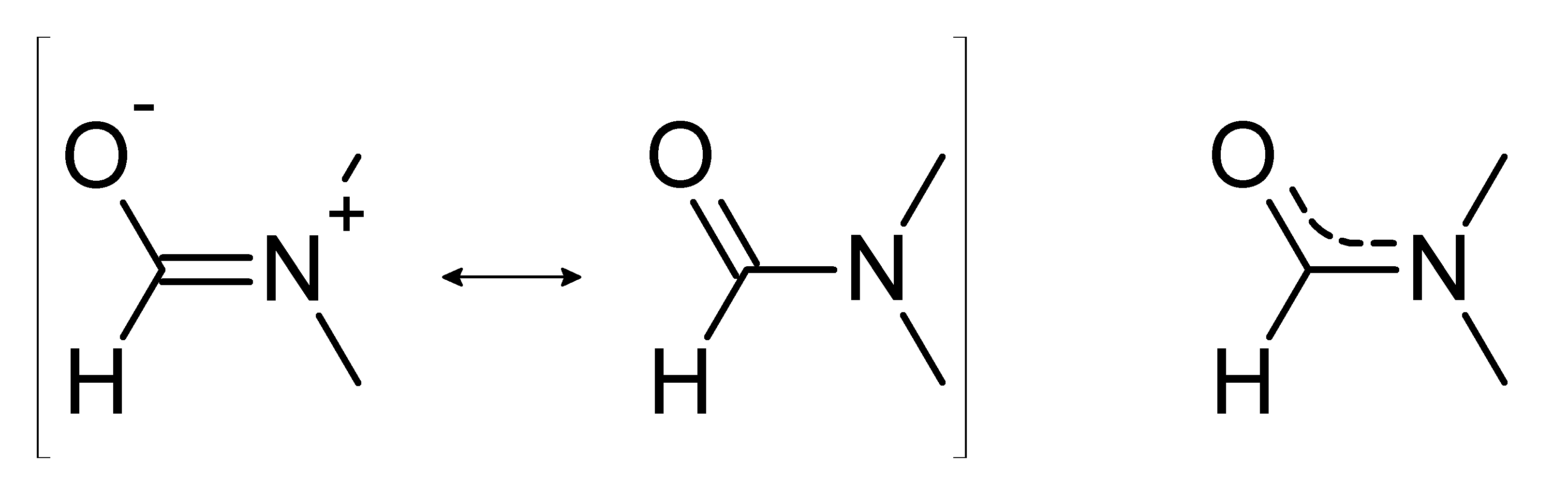
Struktury rezonansowe dla DMF oraz ich hybryda

DMF w warunkach wysokiego ciśnienia i niskiej temperatury krystalizuje w grupie przestrzennej P-1, posiadając dwie cząsteczki w niezależnej części komórki elementarnej (Z′=2). Duża stabilność struktury związana jest z charakterystycznym układem wiązań CH···O, tworzących układy cykliczne oraz dużą liczbą stopni swobody dla struktur o więcej o Z′ > 1.

## Zastosowania
Głównym zastosowaniem dimetyloformamidu jest wykorzystanie w roli rozpuszczalnika o niskiej prężności pary, przykładowo stanowi on dobre środowisko do reakcji sprzęgania peptydów. W reakcjach takich jak reakcja Vilsmeiera-Haacka oraz reakcja Bouvealta DMF jest jednym z reagentów, potrzebnym do uformowania się grupy aldehydowej.
Ponadto związek ten jest wykorzystywany do produkcji włókien akrylowych, tworzyw sztucznych, klejów, syntetycznej skóry, włókien oraz związków do pokrywania powierzchni.
Ponieważ DMF silnie oddziałuje z cząsteczkami polimerów powodując puchnięcie materiałów polimerowych jest on często stosowany jako dodatek do rozpuszczalników usuwających lakiery.
Dimetyloformamid z uwagi na zdolność do rozpuszczania i zawieszania nanorurek jest wykorzystywany jako nośnik w pomiarach spektroskopowych tych struktur.

## Produkcja
DMF może być otrzymywany zarówno poprzez katalityczne sprzęganie dimetyloaminy z tlenkiem węgla w środowisku metanolu, jak i poprzez reakcję mrówczanu metylu z dimetyloaminą. Na skalę laboratoryjną może on zostać także uzyskany przez reakcję dimetyloaminy z kwasem mrówkowym.

## Środki ostrożności i toksyczność
Reakcje podczas których wykorzystywany jest wodorek sodu mogą być niebezpieczne gdy wykonywane są w środowisku DMF – w temperaturze powyżej 26 °C może zajść egzotermiczny rozkład dimetyloformamidu. Reakcje takie są łatwe do kontrolowania w skali laboratoryjnej jednak w przypadku dużych instalacji przemysłowych odnotowano kilka wypadków.
Uważa się, że DMF może mieć własności karcynogenne i teratogenne u ludzi. Dlatego też w wielu sektorach przemysłowych kobiety nie mogą pracować z tym związkiem. W przypadku wielu reakcji chemicznych może on zostać zastąpiony przez dimetylosulfotlenek.